# Yari

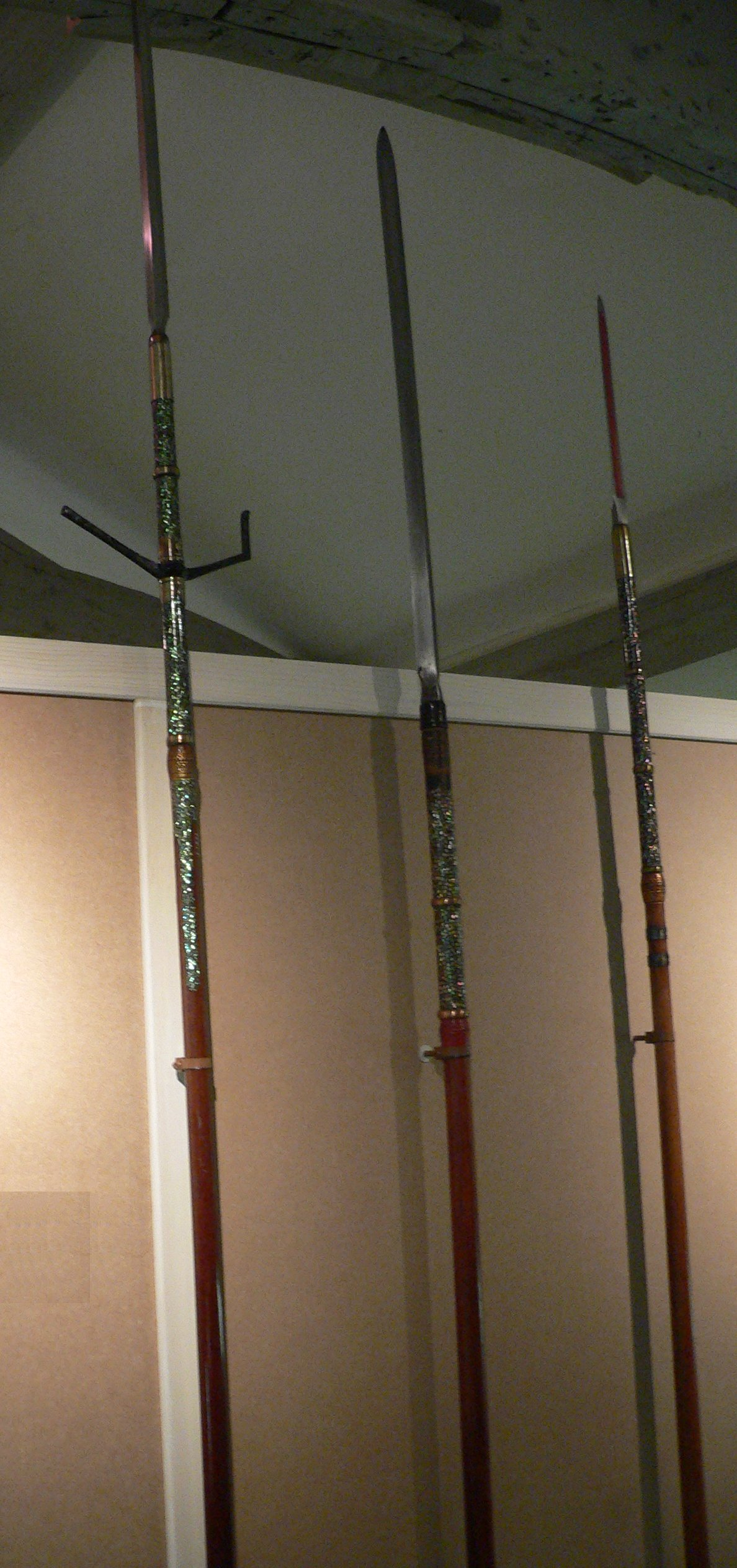
Ba cây "su" yari được gắn trong koshirae

Yari (槍, やり, Thương) là loại giáo thời cổ của Nhật Bản có lưỡi thẳng nhưng trên thực tế thì nó được xem là một loại Đao Nhật nihontō (日本刀, にほんとう, Nhật Bản Đao) trong hình dáng của một cây giáo và là vũ khí rất phổ biến trên chiến trường Nhật Bản thời trung đại. Các môn võ sử dụng yari được gọi là sōjutsu (槍術, そうじゅつ, Thương thuật).

## Lịch sử

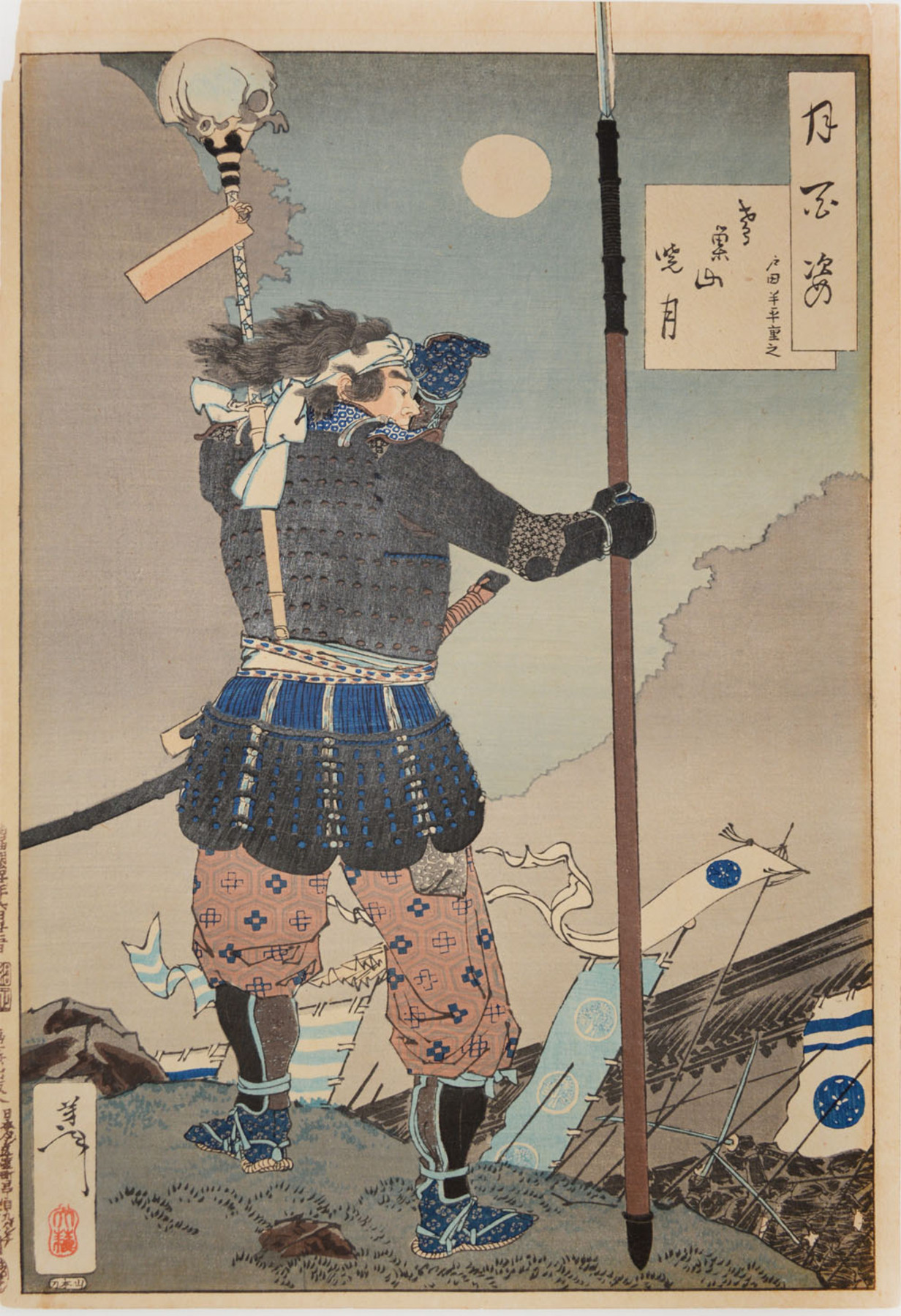
Một bức Ukiyo-e mô tả một samurai đang cầm yari ở tay phải

Yari xuất hiện từ thời kì Nara (710 - 794),. Chúng được gọi là hoko (矛, ほこ), và được cho là có nguồn gốc từ Trung Hoa. Các tư liệu văn bản đầu tiên mô tả về yari là vào năm 1334, và đến khoảng năm 1440 thì yari trở nên phổ biến. Lý do của việc yari bị "bỏ rơi" một thời gian dài như vậy có lẽ là do trước thời kì đó, cách thức tiến hành chiến tranh ở Nhật Bản hơi "khác" so với các nước khác. Với các samurai, chiến trường được coi là nơi tiến hành các trận chiến danh dự giữa samurai và có vô số các nghi lễ để thể hiện sự tôn trọng đối thủ chứ không phải một trận hỗn chiến của "thường dân". Vì vậy, các vũ khí thực dụng và đơn giản như giáo không được ưa chuộng.
Tuy nhiên, kể từ sau hai cuộc xâm lược của Mông cổ vào năm 1274 và năm 1281, chiến trận ở Nhật đã có những thay đổi rõ rệt. Quân Mông Cổ thuê lính người Trung Quốc và Triều Tiên mang theo những cây giáo dài và có tổ chức đội hình chặt chẽ, di chuyển theo từng đơn vị lớn để ngăn cản kị binh. Và rõ ràng, có lẽ Nhật Bản đã bại trận nếu không có trận bão kamikaze đánh đắm thuyền Mông Cổ trong cuộc xâm lược thứ hai. Sau khi chứng kiến sự hiệu quả của chiến thuật trên, người Nhật đã có những thay đổi lớn về hệ thống vũ khí và quân đội.
Những vũ khí có cán dài (bao gồm cả naginata(長刀, Trường Đao) và giáo) đã chứng tỏ được ưu thế vượt bậc của chúng trên chiến trường so với những thanh kiếm nhờ phạm vi tấn công lớn, tỉ lệ giữa trọng lượng và chiều dài nhỏ hơn và trên hết là khả năng đâm xuyên tuyệt vời của chúng. Kiếm trở nên yếu thế và từ vị trí là vũ khí chủ lực dần lui về làm vũ khí phụ và chỉ còn được dùng khi giáo không còn hiệu quả.
Khoảng cuối thế kỉ XVI, vào thời Chiến Quốc Nhật Bản, các cây giáo có chiều dài 4,5-6 mét trở thành vũ khí chủ lực trong quân đội. Đội hình chiến đấu khi đó thường bao gồm binh sĩ đánh giáo và bắn súng, dàn thành 2 - 3 hàng ngang và di chuyển theo khẩu lệnh của một chỉ huy. Dần dần, yari còn trở nên phổ biến hơn cả cung và rất được ưa chuộng bởi các samurai và binh sĩ.
Tuy nhiên sang thời kì Edo, nước Nhật không còn chiến tranh, các vũ khí thực chiến mất dần chỗ đứng, giáo vẫn được sản xuất dùng để phục vụ cho nghi lễ hay trang bị cho các lực lượng trị an.

## Mô tả

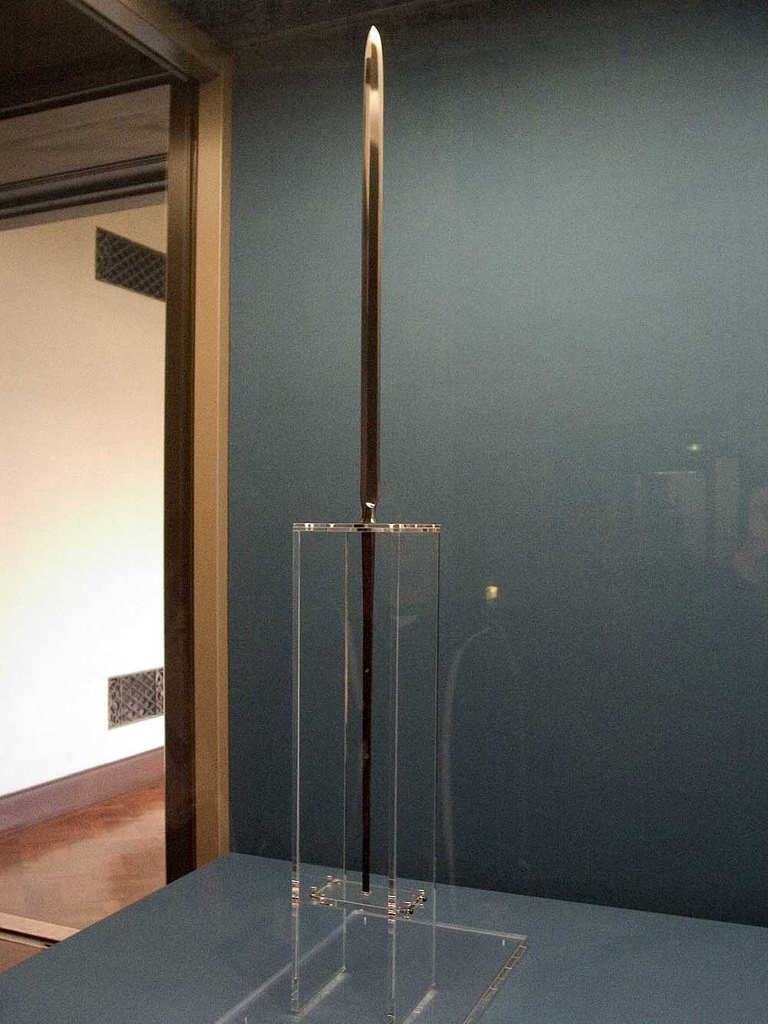
Omi yari, bảo tàng Tokyo.

Yari có lưỡi rất dài và thẳng (từ vài chục cm cho tới 1m hoặc hơn). Cũng như kiếm hay mũi tên của Nhật, giáo được rèn thủ công từ loại thép tamahagane nên có độ bền và chất lượng rất cao. Trong suốt các giai đoạn lịch sử, có rất nhiều biến thể của giáo lưỡi thẳng được sản xuất, tuỳ theo mục đích sử dụng khác nhau mà chũng cũng có hình dạng rất khác nhau. Lưỡi giáo có chuôi dài, thậm chí dài hơn lưỡi, gắn vào cán thông qua một lỗ rỗng, có ngạnh để gắn chặt lưỡi vào cán. Cán giáo không có một tiêu chuẩn chính xác nào về chiều dài, chiều rộng cũng như hình dạng. Chúng thường được làm bằng gỗ cứng và được bọc bên ngoài một lớp tre, mặt cắt ngang thường là hình bầu dục nhưng đôi khi cũng là dạng tròn hay thậm chí là đa giác. Thân cán thường được gia cố bằng các vòng kim loại và phần đốc được bọc thêm một lớp kim loại cứng. Cán giáo cũng có thể được trang trí bằng cách khảm một số loại đá quý hay kim loại hoặc một số vật liệu khác như chân đồng, sơn mài hay vảy ngọc trai.
Khi không sử dụng, giáo được tra vào một vỏ bao gỗ.

## Các biến thể của lưỡi yari

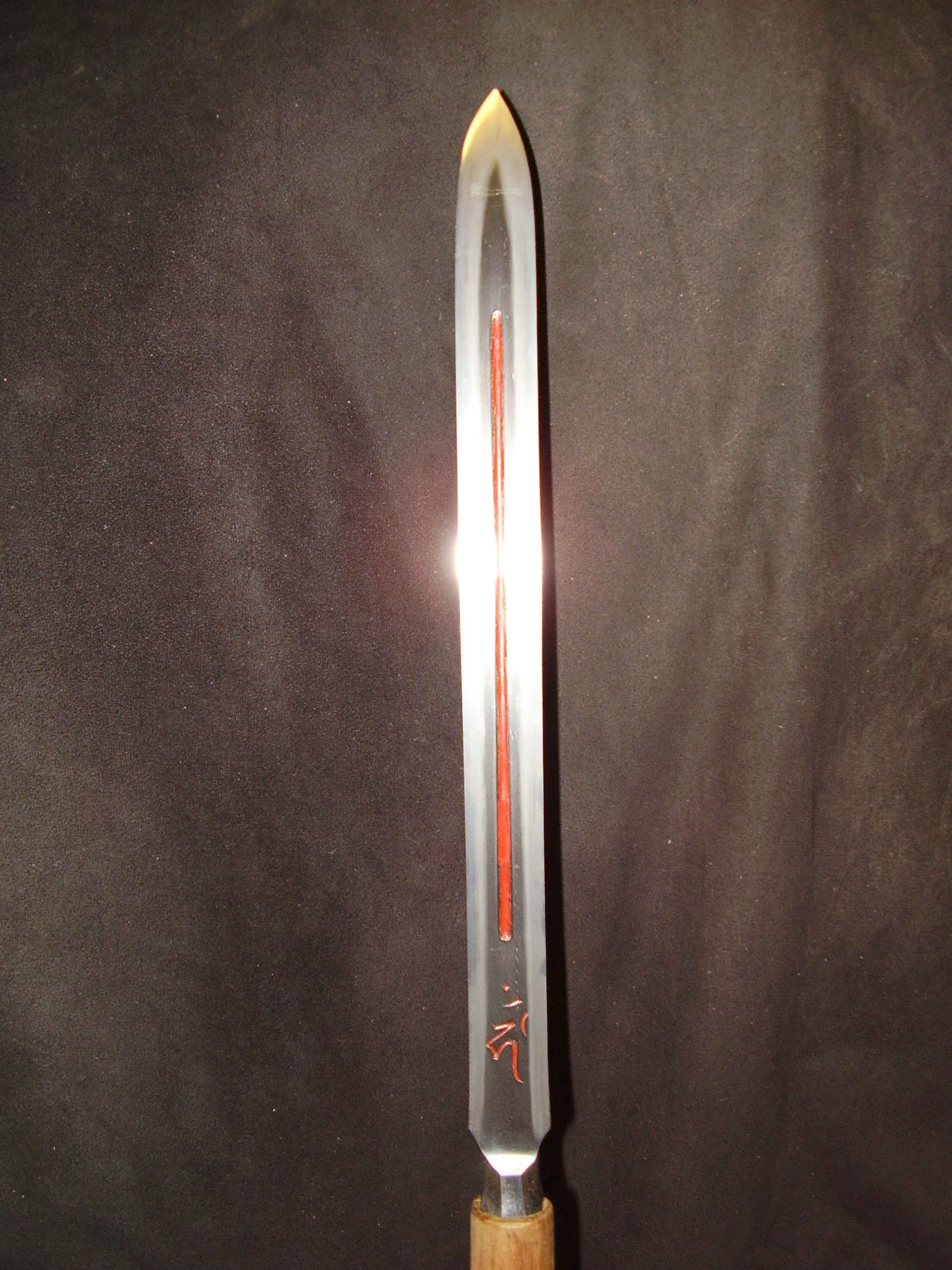
giáo lưỡi thẳng (su yari), nhìn chi tiết; lưỡi dài khoảng 1 shaku (khoảng 30cm)

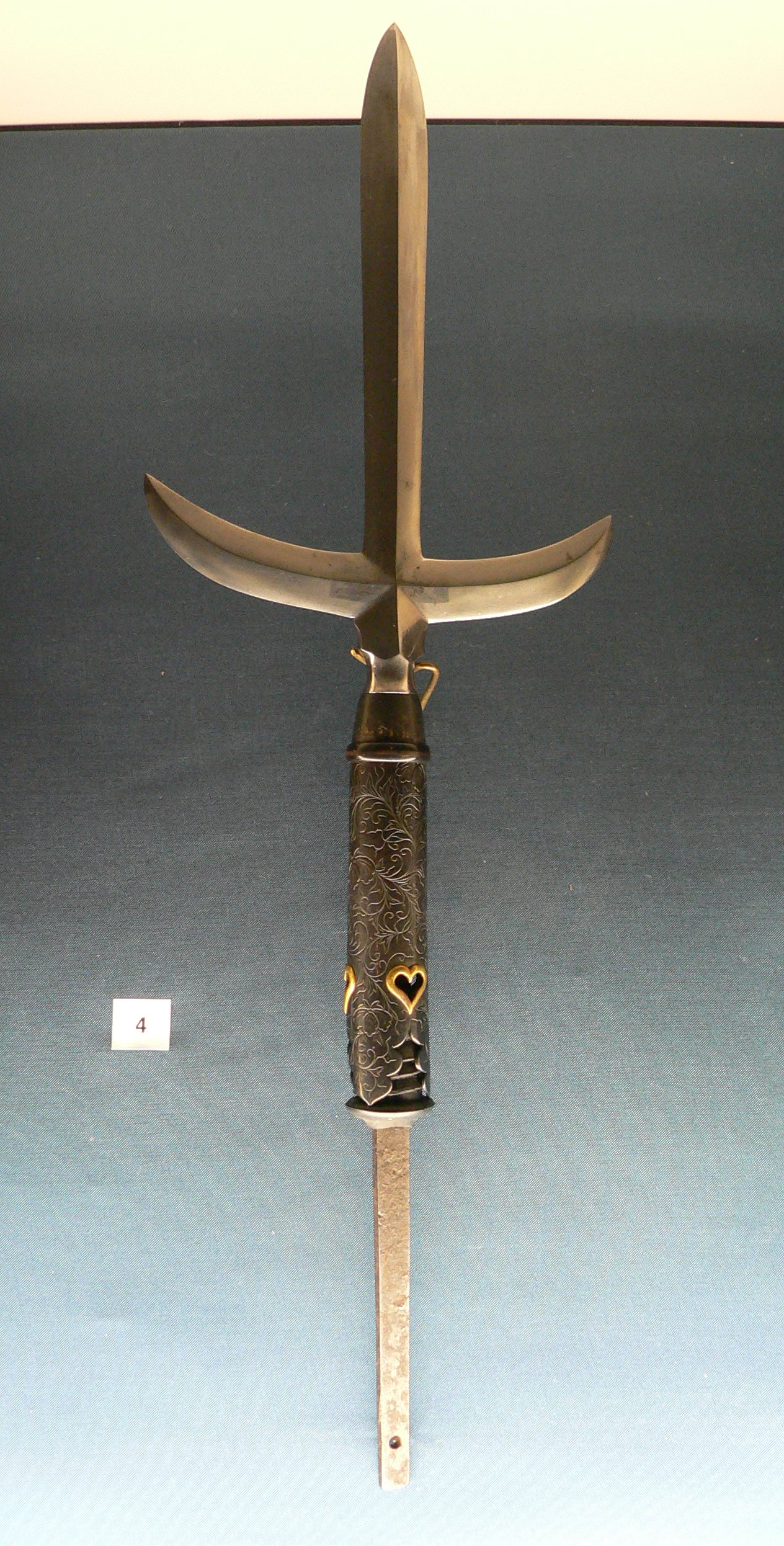
Jumonji yari

Có rất nhiều loại yari được biết đến cho tới thời điểm hiện tại và điểm khác biệt lớn nhất giữa chúng là phần lưỡi. Trong đó, phổ biến hơn cả là loại giáo lưỡi thẳng, dẹt và có hai cắt cạnh giống như dao găm dùng để đâm và chém.
- Sankaku yari (三角槍 (Tam Giác Thương)?) là loại giáo lưỡi hẹp, nhỏ, mặt cắt ngang hình tam giác, có phần mũi được mài sắc để phù hợp với việc đâm. Có khả năng xuyên tốt, có thể xuyên qua áo giáp kim loại.[2] Sankaku Yari lại được chia làm hai nhóm nhỏ hơn, sei sankaku yari - mặt cát ngang là hình tam giác đều, và hira sankaku yari - mặt cắt ngang cũng là hình tam giác cân.
- Ryō-shinogi yari (両鎬槍 (Lưỡng Cảo Thương)?) là loại giáo có mắt cắt ngang hình tứ giác.
- Fukuro yari (袋槍 (Đại Thương)?) là loại lưỡi được gắn trực tiếp với cán bằng một khe cắm băng kim loại chứ không phải chuôi.
- Kikuchi yari (菊池槍 (Cúc Thủy Thương)?) một trong những thiết kế hiếm gặp nhất, chỉ có một cạnh sắc, thích hợp cho việc chặt, chém. Chính vì những đặc điểm trên mà kikuchi yari trở thành loại giáo duy nhất sử dụng habaki.
- Yajiri Nari Yari (鏃形槍 (Thốc Hình Thương)?) là loại giáo có lưỡi rất rộng, có hai lỗ hình bán nguyệt trên lưỡi.
- Jūmonji yari (十文字槍 (Thập Văn Tự Thương)Jūmonji yari?) có dạng lưỡi hình chữ thập, còn được gọi là magari yari (曲槍 (Khúc Thương)?). Ít có giáo chữ thập nào có nhánh thẳng đuột hoàn toàn, mà chủ yếu là một nhánh thẳng ở trung tâm còn hai nhánh bên có dạng hơi cong, và chính điểm này khiến nó có dạng gần giông đinh ba hay chẽ đôi (partisan) của phương Tây. Trong một số văn bản hiện đại, đôi khi người ta còn gọi jūmonji yari là maga yari.
- Kama yari (鎌槍 (Liêm Thương)?) là một biến thể được phát triển dựa trên lưỡi liềm và lưỡi hái của nông dân. So với lưới hái Tây phương, mà lưỡi của nó nhỏ và ít cong hơn nhiều.[2]
- Kata Kama Yari  (片鎌槍 (Phiến Liêm Thương)?) có cấu tạo gần giống kama yari nhưng chỉ có hai nhánh, trong đó một nhánh thẳng còn một nhánh hơi cong (cũng có thể là thẳng trong một số trường hợp) nằm gần như vuông góc với nhánh thẳng tạo thành hình chữ "L".
- Tsuki Nari Yari (月形槍 (Nguyệt Hình Thương)?). Cái tên nói lên tất cả, đây là loại giáo có lưỡi hình mặt trăng lưỡi liềm nằm ngang và tác dụng của nó là để chém hay móc.
- Kagi Yari (鉤槍 (Câu Thương)?) là loại giáo có dạng giống móc câu cá, nhưng khá thẳng và dạng chữ "L" ngược. Kagi yari có thể dùng để tước vũ khí của đối phương hay thậm chí là kéo ngã kị binh.
- Bishamon Yari (毘沙門槍 (Bì Sa Môn Thương)?) là giáo có thiếu kế cầu kì và phức tạp nhất của, gồm một nhánh thẳng ở giữa và hai mảnh hình lưỡi liềm ở hai bên, ba phần được gắn với nhau thông qua hai điểm trên trục chính.
- Hoko Yari là một loại giáo cổ, xuất hiện và khoảng thời kì Nara (710 - 794)[7] có cán dài khoảng 6 ft (~ 180 cm) và lưỡi dài 6 inch (~ 20 cm) có dạng hình lá (cây) hoặc hình lượn sóng.[8] Mâu giáo cũng sử dụng chân cắm giống như fukuro yari (đã đề cập ở trên).[9]
- Sasaho yari, là loại giáo có lưỡi rộng và giống hình lá tre.[10]
- Su yari (sugu yari), loại giáo thẳng, có hai cạnh sắc.[11]
- Omi no yari (omi yari), giống su yari nhưng lưỡi rất dài.[11]

## Các biến thể của cán giáo
Ngoài ra, cán giáo cũng có rất nhiều biến thể, chiều dài cán thường dao động trong khoảng từ 1-6m.
- Nagae Yari (長柄槍 (Trường Bính Thương)?) Loại giáo được sử dụng bởi ashigaru (lính bộ binh), dài từ 16,4 - 19,7 ft (~5 - 6m).[12][13]
- Mochi Yari (餅槍 (Bính Thương)?) cũng là một loại trường giáo nhưng ngắn hơn nagae yari, được sử dụng bởi cả ashigaru lẫn samurai.[14]
- Kuda Yari (管槍 (Quản Thương)?), cán của kuda yari được lồng vào một ống kim loại rỗng, cho phép nó có thể xoáy trong khi đâm. Đây là phong các sojutsu điển hình ở trường Owari Kan Ryū.
- Makura Yari (枕槍 (Chẩm Thương)?). Makura có nghĩa là gối, makura yari là để chỉ loại giáo đơn giản thường được để cạnh giường.[15]
- Te Yari (手槍 (Thủ Thương)?) là loại yari có cán ngắn, được dùng bởi các cảnh sát lực lượng trị an thời Edo nhằm bắt giữ tội phạm.[16]

## Hình ảnh

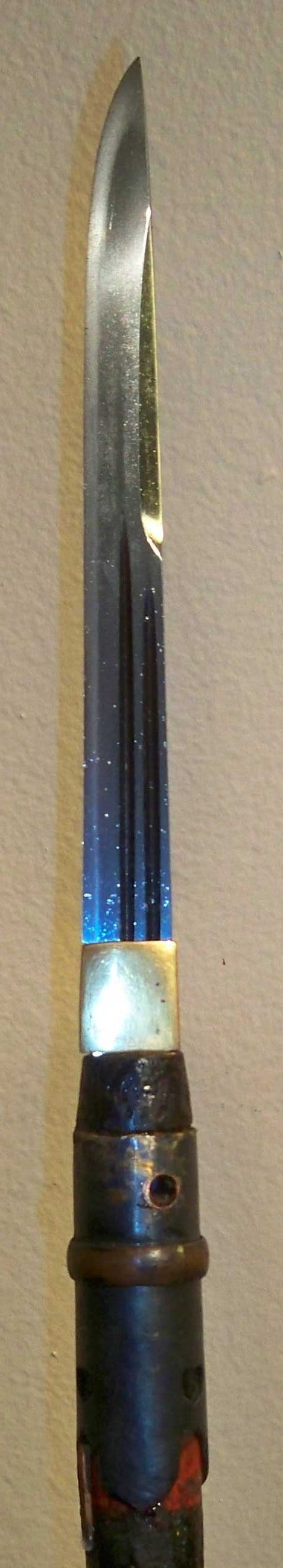
Kikuchi yari
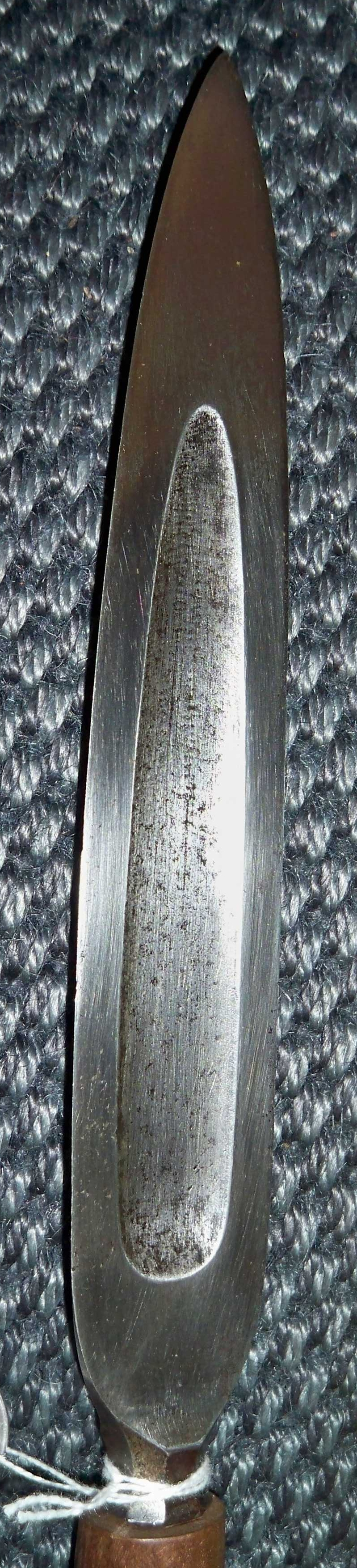
Sasaho yari.
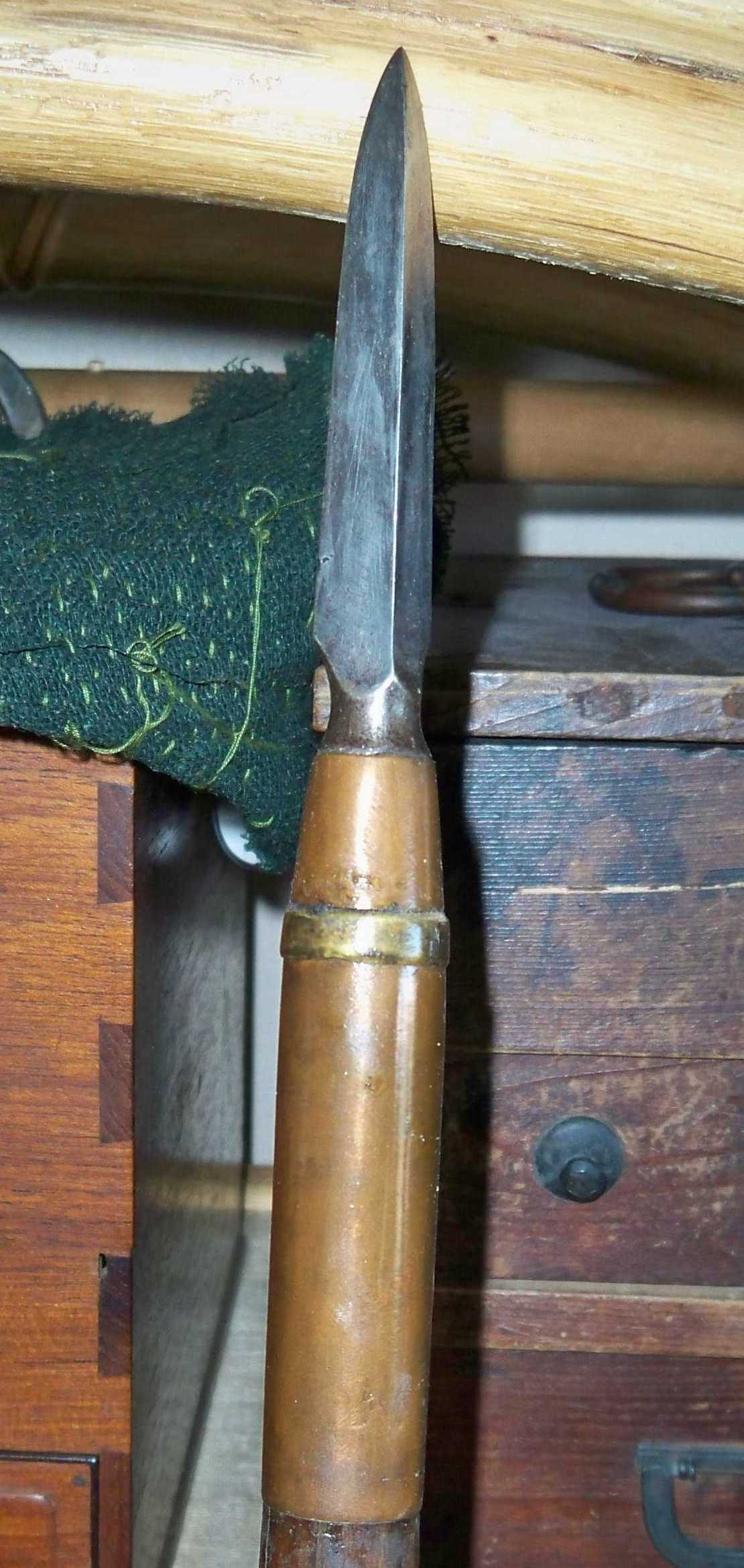
Sansaku yari.
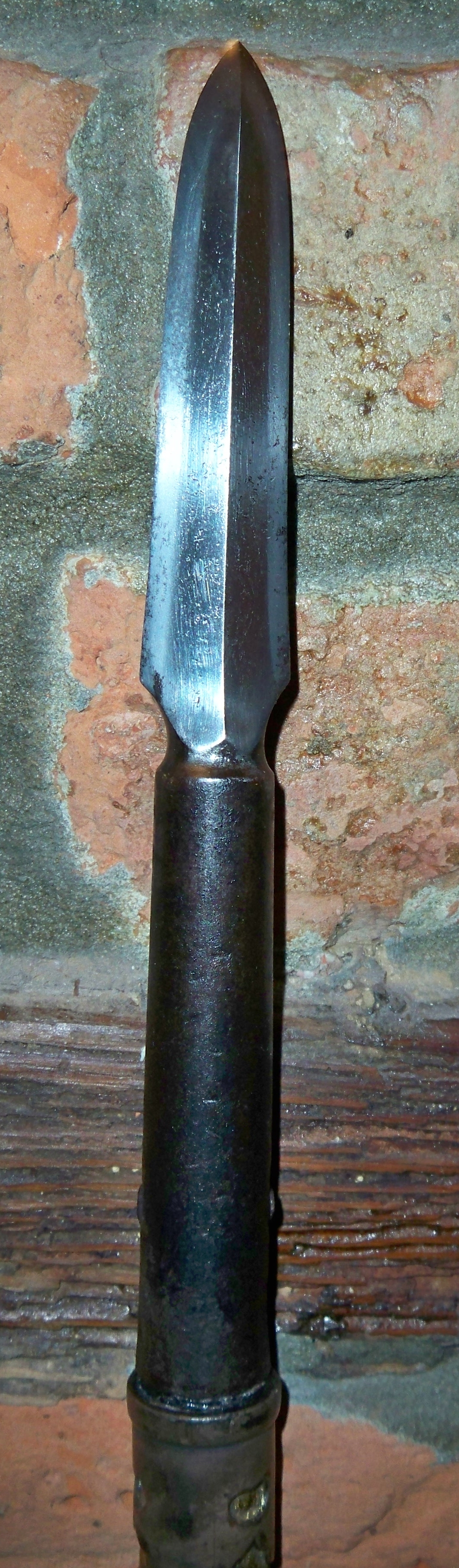
Ryo shinogi fukuro yari.
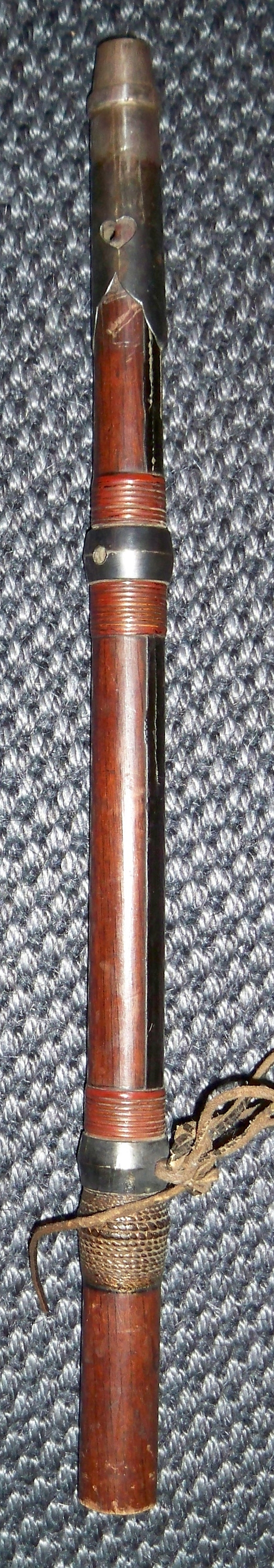
Tachiuchi (tachiuke)